# أرمين ماير (دراج)
أرمين ماير هو دراج سويسري، ولد في 3 نوفمبر 1969 في Rickenbach, Lucerne ‏ في سويسرا.

## وصلات خارجية
- أرمين ماير على موقع أرشيف الدراجات (الإنجليزية)
- أرمين ماير على موقع إحصائيات الدراجات الإحترافية (الإنجليزية)
- أرمين ماير على موقع نسبة الدراجات (الإنجليزية)
- أرمين ماير على موقع أوليمبيديا (الإنجليزية)